# Давлос
Давло̀с (на гръцки: Δαυλός; на турски: Kaplıca) е село в Кипър, окръг Фамагуста. Според статистическата служба на Северен Кипър през 2011 г. селото има 389 жители.
Де факто е под контрола на непризнатата Севернокипърска турска република.